# Museum der Stadt Alzey

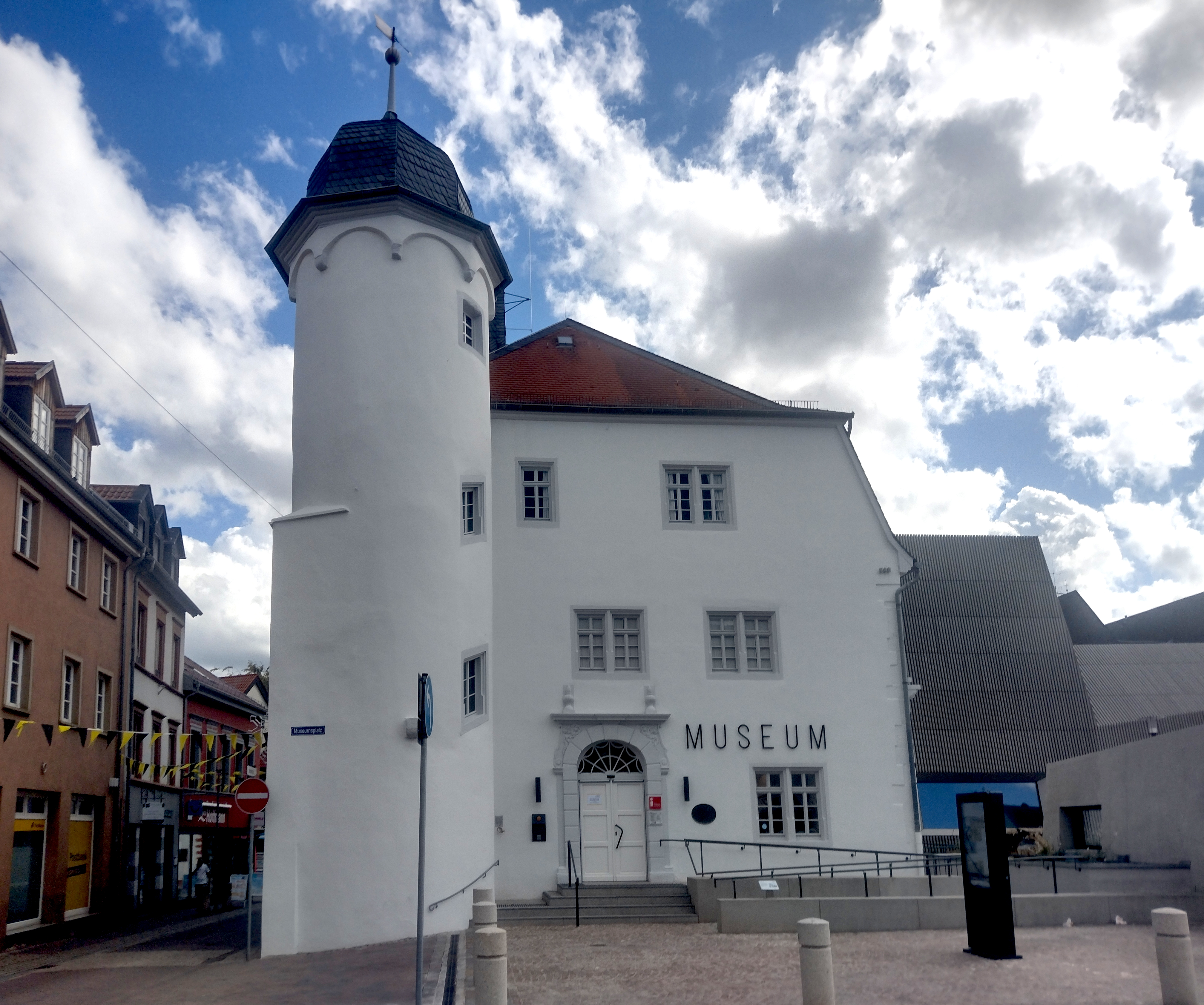
Museum der Stadt Alzey

Das Museum der Stadt Alzey ist ein Heimatmuseum in Alzey.

## Geschichte
Das Museum wurde vom Altertumsverein für Alzey und Umgebung 1906 gegründet. Dieser hatte sich neben der „Erforschung der Geschichte und der naturkundlichen Verhältnisse der Stadt Alzey und ihrer Umgebung“ die Einrichtung eines Museums zur Aufgabe gemacht mit dem Ziel, dort die „Altertümer und Naturgegenstände“ zu sammeln und zu bewahren und nicht zuletzt auszustellen. Im Jahr 1983 endete mit der Neueröffnung des Museums im historischen Gebäude des alten Hospitals und dem Schaffen einer hauptamtlichen Museumsleitung endete die Trägerschaft des Altertumsvereins. Das Museum ging in die Hände der Stadt über. Das Alzeyer Museum versteht sich als stadt- und regionalgeschichtliches Museum für die Stadt Alzey und das innere Rheinhessen und zugleich als Serviceeinrichtung für die heimat- und kulturgeschichtliche Forschung in der und für die Region.
Einen besonderen Schwerpunkt der archäologischen Sammlungsbestände bilden römerzeitliche Steindenkmale, die der Prähistoriker Friedrich Behn in den Jahren 1929 und 1931 im Kastellgebiet entdeckt hatte. Die zahlreichen Großplastiken waren behelfsmäßig und beengt in einem Seitenflügel des Burggrafiats untergebracht, sie konnten nur nach vorheriger Anfrage besichtigt werden. Nachdem die Stadt Alzey vom Land und dem Europäischen Fonds für regionale Entwicklung zur Förderung des Tourismus umfangreiche Zuschüsse erhalten hatte, konnte das Museum mit einem Erweiterungsbau versehen werden. Am 4. März 2023 zum Beginn der 1800-Jahr-Feier der Stadt Alzey wurde die nach einem Entwurf des Büros Eichler Architekten errichtete „Steinhalle“ mit einem Festakt eröffnet.

## Sammlung
Zu den Schwerpunkten zählen Kulturgeschichte und Naturgeschichte. Die Dauerausstellung ist unterteilt in die drei Bereiche:
- Stadt- und Regionalgeschichte
- Vor- und Frühgeschichte
- Geologie und Paläontologie

Seit Februar 2024 zählt ein enorm großer Haifischzahn des „Carcharodon angustidens“, einem Vorläufer des Megalodons, zu den besonderen Exponaten des Museums. Den Sensationsfund hatte ein zwölfjähriger in einem rheinhessischen Wingert, dem Mainzer Becken, im vergangenen Jahr gemacht.

## Museumsgebäude

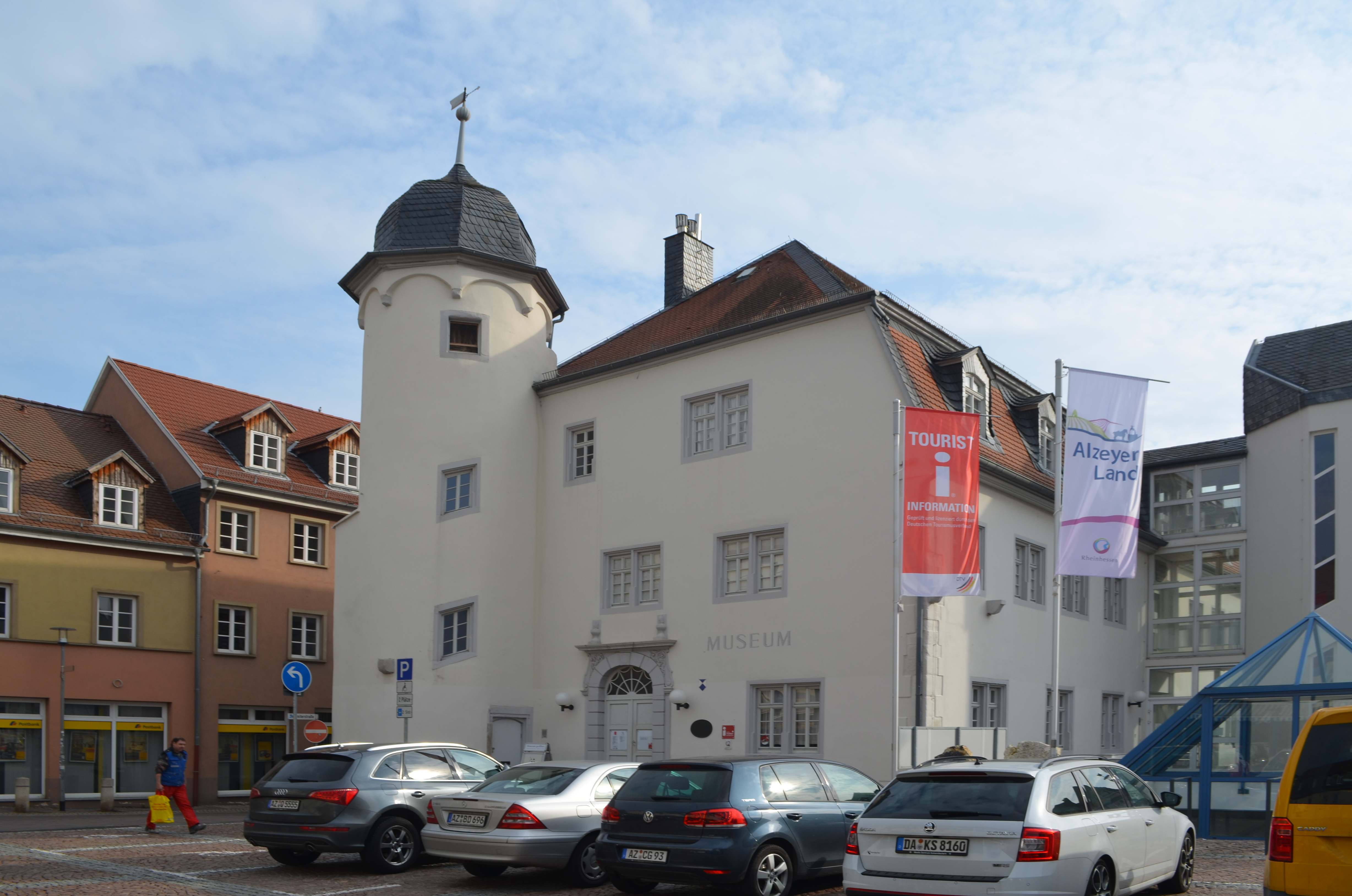
Museumsgebäude vor Errichtung des 2023 eingeweihten Anbaus

Das Museum befindet sich im Gebäude des alten städtischen Hospitals an der Kreuzung der Hospitalstraße mit der Antoniterstraße. Es handelt sich um einen dreigeschossigen Renaissancebau mit Walmdach der Treppenturm ist bezeichnet mit 1580 und barock überformt. Das nordseitige Barockportal trägt die Jahreszahl 1747, das südseitige 1748. Das Mansarddach und die Turmhaube sind nach barockem Vorbild erstellt. Das straßenbildprägende Gebäude ist ein Kulturdenkmal aufgrund des rheinland-pfälzischen Denkmalschutzgesetzes. Mit der Eröffnung des neuen Kreiskrankenhauses in Alzey 1898 endete die Zeit des Spitals zu Alzey, welches den Anforderungen eines modernen Krankenhauses nicht mehr gewachsen war. Von 1899 bis 1976 wurde das Gebäude als Möbelfabrik, Lager, Ausstellungs- und Verkaufsraum genutzt. Nach Generalsanierung und Umbau des Hauses durch die Architekten Schweikert und Kappler, die bereits eine würfelförmige, aber wegen Geldmangels nicht ausgeführte Steinhalle planten, eröffnete die Stadt Alzey 1983 den Bau als Stadtmuseum.

## Veranstaltungen
Regelmäßig finden zur Mittagszeit die Veranstaltungsreihe "Mittags im Museum" / "Zum Nachtisch: Museum" statt. Hierbei handelt es sich um maximal 20 Minütige Vorträge oder Rundgänge.

## Besonderheiten
Am 20. Februar 2014 nutze die Deutsche Telekom das Museum als Veranstaltungsort um einen LTE-Hochgeschwindigkeitstest (LTE-Advanced) mit bis zu 580 MBit/s erstmals in Deutschland durchzuführen. Als Begründung für die Auswahl auf Alzey wurde angegeben, dass sowohl von Bonn (Konzernzentrale der Telekom) als auch von Frankfurt am Main aus gut über das Autobahnkreuz Alzey erreichbar ist.